# Filipinas nos Jogos Olímpicos de Verão de 1936
As Filipinas participou dos Jogos Olímpicos de Verão de 1936 em Berlim, na Alemanha.